# Porte d'Orléans (metropolitana di Parigi)
Porte d'Orléans è una stazione della metropolitana di Parigi sulla linea 4. Essa è ubicata nel XIV arrondissement di Parigi.

## La stazione
Il nome completo della stazione è Porte d'Orléans - Général Leclerc.

## Accessi
- rue de la Légion Étrangère - parcheggio auto
- avenue Ernest Reyer: tre scale verso il marciapiede della stazione Bus
- boulevard Brune  - place du 25 août 1944
- avenue du Général Leclerc  - boulevard Brune
- boulevard Jourdan
- boulevard Jourdan - place du 25 août 1944

## Interconnessioni
- Bus RATP - 28, 38, 62, 68, 125, 126, 128, 187, 188, 194, 197, 295, 297, 299
- Bus Optile - CEAT, 10.07, 10.20, 10.21
- Bus Optile - Daniel Meyer DM151, DM152
- Bus Optile - Sqybus, 475
- Noctilien - N14, N21, N66

## Progetti
- La linea 4 verrà prolungata verso Bagneux. Questo dovrebbe consentire una diminuzione del traffico di Bus attorno alla zona di Porte d'Orléans.